# Pycnobracon niger
Pycnobracon niger är en stekelart som beskrevs av Cameron 1902. Pycnobracon niger ingår i släktet Pycnobracon och familjen bracksteklar. Utöver nominatformen finns också underarten P. n. albomaculata.